# Nassinia socors
Nassinia socors là một loài bướm đêm trong họ Geometridae.